# دید نجومی

تصویر نشان می‌دهد که چگونه ممکن است جبهه‌های امواج نوری که از ستاره ای دور به زمین می‌رسند توسط جو آشفته زمین انحراف پیدا کرده و آشفته شوند.

دید نجومی (به انگلیسی: Astronomical Seeing) به میزانی تاری اجرام نجومی یا به میزانی که آن‌ها به اصطلاح چشمک می‌زنند (مانند ستاره‌ها) اشاره دارد. این تاری و دید ایجاد شده به دلیل آشفتگی جو زمین است که منجر به تغییرات در شاخص ضریب شکست نور می‌شود. وضعیت دید نجومی در یک شب و در یک موقعیت مشخص، نشان می‌دهد که تا چه میزان اتمسفر زمین تصاویر اجرام آسمانی مشاهده شده توسط تلسکوپ را تغییر می‌دهد یا به اصطلاح آشفته می‌کند. هوا یک محیط آشفته‌است و منجر می‌شود تا نور از جرم آسمانی تا رسیدن به تلکسوپ بارها و بارها بشکند و تغییر مسیر و زاویه بدهد.
رایج‌ترین روش اندازه‌گیری دید نجومی، توسط کمیت «پهنا در نصف مقدار بیشینه» (FWHM) ی شدت نور در طول صفحهٔ دید (تابع گسترش نقطه برای تصویربرداری در مسیر جو) است. اگر در یک بازه زمانی طولانی از یک ستاره تصویربرداری کنیم، تصویر این ستاره را به صورت یک گلولهٔ رقصان می‌بینیم. به این معنا که نور ستاره همواره در یک محدودهٔ دایره در حال خاموش و روشن شدن دیده می‌شود. به این محدودهٔ در حال تغییر صفحه دید می‌گویند. قطر صفحهٔ دید بهترین رزولوشن زاویه ای است که می‌تواند به وسیله یک تلسکوپ نوری در یک نوردهی طولانی به دست بیاید. قطر صفحه دید با توجه به وضعیت دید در زمان رصد مشخص می‌شود. یک دید خوب در یک وضعیت هوایی ثابت و با تاری کمتر حاصل می‌شود. در بهترین شرایط، قطر صفحه دید چیزی در حدود ۰٫۴ آرک-ثانیه است که در مناطق مرتفع یا بعضی روستاهای کوچک مانند مونوکی و لوپالما محقق می‌شود.
دیدی نجومی یکی از بزرگترین مشکلات اخترشناسی زمین محور است. درحالی که تلسکوپ‌های بزرگ به صورت تئوری رزولوشنی در حد میلی آرک-ثانیه دارند، تصویر حقیقی به میانگین صفحه دید در طول رصد بستگی دارد. این به این معناست که ممکن است میان تئوری و عمل به اندازه ۱۰۰ برابر اختلاف وجود داشته باشد.